# Electric Daisy Carnival
Electric Daisy Carnival (EDC) — ежегодный фестиваль электронной музыки, является одним из самых крупнейших фестивалей электронной танцевальной музыки в мире, проводимый в Лас-Вегасе, штат Невада.
Фестиваль Electric Daisy Carnival — это настоящий карнавал, сопровождающийся воздушными представлениями и игрой на барабанах, факирами и акробатами на ходулях, а также девушками гоу-гоу.
В основном в фестивале участвуют такие мировые звёзды как Martin Garrix, Armin Van Buuren, Dimitri Vegas & Like Mike, Yellow Claw, Tiёsto и другие. Фестиваль включает в себя все виды электронной музыки.
С момента создания фестиваля, он стал проводиться не только в США, но и в Мексике, Японии, Китае, Пуэрто-Рико, Великобритании, Бразилии и Индии.
В 2009 году продолжительность фестиваля была расширена до двухдневного события. В 2011 году трёхдневное мероприятие в Лас-Вегасе посетило 230 тысяч человек. В 2015 году он привлёк уже более 400 тысяч человек.

## История
Первый фестиваль EDC был проведён в начале 1990-х годов на открытом поле в Пакоиме, Лос-Анджелес, Калифорния.

### 1997 — 1998
В 1998 году фестиваль состоялся в «Shrine Expo Hall» в Лос-Анджелесе

### 1999 — 2010
В 1999 году EDC состоялся в аквапарке Lake Dolores Waterpark в Ньюберри-Спрингс, штат Калифорния.
В 2000 году EDC переезжает в округ Тулар, штат Калифорния, во Всемирную выставку Ag Expo.
В 2001 году EDC отправляется в южную Калифорнию в Хансен-Дам,  где впервые расширяется на несколько сцен: the Merry Go Round, the Fun House, Clown Alley, the Confusin’ & Amuzin’ Mirror Maze, Bassrush Arena и Cosmic Healing Temple.
В 2001 году EDC впервые был проведён за пределами штата Калифорния. Он в прошёл в Остине, штат Техас. В этом же году было представлено второе издание EDC в Техасе, которое состоялось в выставочном центре округа Трэвис в Остине, штат Техас.
В 2002 году местом для проведения EDC стал Queen Mary Events.
С 2003 по 2006 год EDC проводился в городе Сан-Бернардино в NOS Events Center.
В 2007—2009 годах EDC впервые проходил в Лос-Анджелесе, в Мемориальном колизее Лос-Анджелеса и Экспозиционном парке. Тогда неожиданно высокая посещаемость вызвала массовые очереди и длительные ожидания у входа. По некоторым утверждениям, посещаемость достигла 65 тысяч человек.
В 2010 году фестиваль прошёл в Лос-Анджелесе, в Мемориальном колизее Лос-Анджелеса, тогда он был одним из самых посещаемых, количество посетителей достигло 185 тысяч человек

### 2010 — настоящее время
В 2011 году EDC перемещается из Лос-Анджелеса в Лас-Вегас. Мероприятие проходило с 24 по 26 июня в «Las Vegas Motor Speedway». По сообщениям, за три дня фестиваль посетило 230 тысяч человек. В этом же году фестиваль прошёл в Орландо, Колорадо, Далласе, и Пуэрто-Рико.
В 2012 году EDC увеличил посещаемость на 30%, в общей сложности фестиваль посетило 320 тысяч человек за три дня. В этом же году фестиваль прошёл в Орландо и Нью-Йорке
В 2013 году EDC Las Vegas состоялся с 21 по 23 июня. В этом же году фестиваль прошёл в Лондоне, Чикаго, Нью-Йорке, Орландо и Пуэрто-Рико.
В 2014 году EDC был проведён в «Las Vegas Motor Speedway» с 20 по 22 июня. Все 345 тысяч билетов были проданы. Так же в этом году фестиваль прошёл в Великобритании, Орландо, Пуэрто-Рико, Нью-Йорке и Мексике.
В 2015 году фестиваль снова прошёл в «Las Vegas Motor Speedway» в Лас-Вегасе с 19 по 22 июня.
В 2016 году фестиваль так же прошёл в «Las Vegas Motor Speedway» с 17 по 19 июня. В этом же году он так же прошёл в Мексике, Нью-Йорке, Великобритании, Орландо и Индии.
В 2017 году EDC вернулся в «Las Vegas Motor Speedway», фестиваль проходил с 16 по 19 июня. В первый день мероприятия, фестиваль посетили более 135 тысяч человек. Фестиваль был проведён в Мексике, Великобритании и Орландо.
В 2018 году EDC прошёл в «Las Vegas Motor Speedway» с 18 по 20 мая. Так же фестиваль пройдёт в Шанхае, Японии и Орландо.

## Трагические события
На фестивале 2010 года погибла 15 летняя девочка, предположительно от передозировки наркотиков, в выходные дни. Девочка была одной из двух посетителей фестиваля, которые в критическом состоянии были доставлены в Калифорнийский Медицинский Центр в тот день. Согласно правилам посещения, опубликованным на официальном сайте, девочке должно было быть по крайней мере 16 лет для того чтобы попасть на карнавал. В связи с этим встает вопрос: как девочка могла получить допуск. Она, и второй пациент, находящиеся в критическом состоянии позже были доставлены в Центральную Городскую Больницу Лос-Анджелеса. Обоих лечили от наркотического опьянения в отделении интенсивной терапии.
«Девочка, прибыв в больницу в критическом состоянии, имела серьёзные проблемы с дыханием. За время пребывания в больнице ей не становилось лучше» сообщила Катрина Сальгадо — работница больницы. Пациентка скончалась незадолго до 17:30, во вторник.